# Maciej Jaroszewski
Maciej Władysław Jaroszewski (ur. 1966) – polski inżynier elektryk, nauczyciel akademicki, profesor nauk inżynieryjno-technicznych.

## Życiorys
Od 1997 roku związany zawodowo z Politechniką Wrocławską gdzie zatrudniony został na stanowisku asystenta, a od 2001 na stanowisku adiunkta. W 2019 roku uzyskał stopień naukowy doktora habilitowanego i zatrudniony został na stanowisku profesora uczelni. Tytuł naukowy profesora uzyskał w 2024 roku w dziedzinie nauk inżynieryjno-technicznych w dyscyplinie automatyka, elektronika, elektrotechnika i technologie kosmiczne.
Jest członkiem Rady Wydziału Elektrycznego Politechniki Wrocławskiej, Rady Dyscypliny Naukowej Automatyka, Elektronika, Elektrotechnika i Technologie Kosmiczne Politechniki Wrocławskiej. Jest także członkiem Polskiego Komitetu Normalizacyjnego w Komitecie Technicznym ds. Pomiarów i badań wysokonapięciowych oraz KT 303 ds. Materiałów Elektroizolacyjnych. Pełni funkcję sekretarza Polskiego Komitetu Materiałów Elektrotechnicznych SEP, jest członkiem IEEE (Senior Member).